# Telve di Sopra
Telve di Sopra es una localidad y comune italiana de la provincia de Trento, región de Trentino-Alto Adigio, con 700 habitantes.

## Evolución demográfica
| Gráfica de evolución demográfica de Telve di Sopra entre 1861 y 2001 |
|                                                                      |
| Fuente ISTAT - elaboración gráfica de Wikipedia                      |